# Guau!
Guau! es el cuarto álbum de estudio de la banda de rock argentina Árbol, lanzado en 2004. Esta producción está compuesta por doce temas y fue producido conjuntamente por Gustavo Santaolalla y Árbol, y tiene a Aníbal Kerpel como productor asociado. Este álbum tuvo un recibimiento más que excelente y le permitió a la banda ganar mucho público preadolescente. Frente a esto, algunos críticos dijeron que Árbol se había convertido en una banda para chicos por sus letras simples y hasta algo inocentes. Muchos fanes que ya seguían a Árbol desde antes, dijeron que esto quizás ocurrió por el tema «Pequeños sueños», que tuvo un éxito muy grande e inesperado. En este disco la banda sigue experimentando con diferentes estilos, combinando cumbia y hardcore en «Chicanoréxika», chacarera en «Soylazoila» y coros vocales en su versión de Jijiji de Patricio Rey y sus Redonditos de Ricota, además de expandir su veta pop en la mayoría del disco.

## Historia

### Demo de Guau!
Originalmente, Árbol había grabado un demo antes de lanzar el disco oficial, el cual contenía una gran parte de las canciones de Guau! en versiones diferentes a las que terminaron saliendo, así como temas inéditos, como es el caso de "Dicen", "No me puedo mover" y "Pirulinero", las cuales existían desde la etapa previa a Guau!

### Grabación y lanzamiento
Fue grabado la mitad en Buenos Aires y la otra mitad en Los Ángeles, Guau! se terminó de mezclar en La Casa, el estudio de Santaolalla y fue masterizado por Tom Baker en Precision Mastering. Según Hernán Bruckner, guitarrista de Árbol, Guau! es un disco «fresco y espontáneo, ideal para gente de cualquier estilo que pueda escucharlo y disfrutarlo».[cita requerida] Aunque algunos pueden acusar este disco de simplista, lo que no hay duda es de la capacidad de la banda argentina para crear un sinnúmero de canciones rock dentro de una paleta muy variada. Tomando distintas referencias de la tradición del rock argentino, y sobre todo creando su propio lenguaje lleno de referencias humorísticas, estos muchachos han ido evolucionando escapando de cuanto género se lo pueda etiquetar.

## Videos musicales
- «Pequeños sueños» (2004)
- «Trenes, camiones y tractores» (2005)
- «El fantasma» (2005)
- «Prejuicios» (2005)

## Recepción
El álbum fue elegido entre los mejores discos del año por la revista Rolling Stone, el suplemento Si! del diario Clarín y además obtuvo gran repercusión en el medio artístico en general, reflejadas en las 6 nominaciones de CAPIF para los premios Gardel 2005, obteniendo el premio por el voto de la gente a la canción del año. También fueron nominados en la categoría Mejor Artista Sur en la edición 2005 de los premios MTV Latinoamérica. Guau! alcanzó el galardón de disco de platino y fue presentado oficialmente en 2 espectáculos lleno total en el mítico estadio Obras Sanitarias, de ahí arrancaron su gira nacional y también estuvieron presentando este disco en México, Chile, Paraguay y Uruguay para dar un concierto de cierre de la gira en el estadio Luna Park.

## Lista de canciones
| N.º | Título                         | Escritor(es)                  | Duración |  |
| 1.  | «Trenes, camiones y tractores» | Eduardo Schmidt, Pablo Romero | 3:31     |  |
| 2.  | «Suerte!»                      | Sebastián Bianchini           | 2:39     |  |
| 3.  | «Chikanoréxika»                | Schmidt                       | 3:51     |  |
| 4.  | «Prejuicios»                   | Bianchini                     | 3:28     |  |
| 5.  | «Pequeños Sueños»              | Schmidt, Romero               | 2:54     |  |
| 6.  | «Soylazoila»                   | Schmidt, Romero               | 2:39     |  |
| 7.  | «Canciones»                    | Schmidt, Romero               | 2:19     |  |
| 8.  | «Lloro»                        | Martín Millán                 | 3:08     |  |
| 9.  | «Mariposas»                    | Schmidt                       | 2:18     |  |
| 10. | «Comida Chatarra»              | Schmidt                       | 2:09     |  |
| 11. | «El Fantasma»                  | Schmidt, Romero               | 3:57     |  |
| 12. | «Jijiji»                       | Indio Solari, Skay Beilinson  | 3:18     |  |

## Ficha técnica
Árbol
- Eduardo Schmidt - voz, violín, acordeón, arreglos de vientos y cuerdas
- Pablo Romero - voz, guitarra
- Sebastián Bianchini - voz, bajo, guitarra, Chapman stick, sintetizadores
- Martín Millán - voz, batería, percusión, sintetizadores, xilofón
- Hernán Bruckner - voz, guitarra, sintetizadores

Producción y grabación
- Producción: Gustavo Santaolalla, Árbol.
- Diseño e Ilust.: Laura Varsky.
- Fotos: Alejandra Palacios.
- Grabación: entre marzo y junio de 2004 en los estudios Del Cielito y en Panda entre junio y julio en Bs. As. Argentina.
- Mezcla: en los estudios La Casa, Los Ángeles, California, USA, a cargo de Tony Peluso, Aníbal Kerpel, Pablo Romero y Hernán Bruckner.
- Supervisión de Mezcla: Gustavo Santaolalla y Aníbal Kerpel.
- Ingenieros: Demián «Peluca» Chorovicz.
- Asistentes de Ingenieros: Martín Pomares y Aníbal en Del Cielito y Pablo Barros en Panda.
- Mastering: Precision Mastering, L. A. por Tom Baker.
- Producido por Gustavo Santaolalla y Árbol.
- Productor asociado: Aníbal Kerpel.

- Datos: Q6440886